# Mountelgonia
Mountelgonia – rodzaj motyli z podrzędu Glossata i rodziny Metarbelidae.
Rodzaj ten wprowadzony został w 2013 roku przez Ingo Lehmanna. Nazwa nawiązuje do wygasłego wulkanu Mount Elgon, na granicy kenijsko-tanzańskiej.
Motyle średnich, jak na rodzinę, rozmiarów, przy czym samice większe od samców. Ich frontoklipeus cechują długie, włosowate łuski oraz obecność w części niższej dwóch stożkowatych, szeroko odseparowanych wyrostków, położonych w pobliżu górnych brzegów dwóch dużych dołków między głaszczkami wargowymi. Głaszczki te osiągają długość prawie średnicy oka, są trójczłonowe, a ich drugi człon jest co najmniej trzykrotnie dłuższy od pierwszego. Czułki samic są raczej jednogrzebieniaste, natomiast samców dwugrzebieniaste. Włosowate łuski gęsto porastają tułów i odwłok. U samców obie pary skrzydeł mają prawie taką samą powierzchnię, długość i szerokość, czym przypominają te u motyli dziennych i co stanowi apomorfię rodzaju. U samic przednie skrzydła są dłuższe i węższe niż tylne. Brak na skrzydłach wędzidełka jak i retynakulum. Narządy rozrodcze samców o krótkim i szerokim sakusie, zlanych winkulum i tegumenie, a gnatosie pokrytym licznymi ząbkowatymi strukturami i o niepołączonych przepaską ramionach. Samice mają skośnie ósemkowate lub eliptyczne, opatrzone krótkimi i długimi szczecinkami papille analne.
Owady te zasiedlają lasy podgórskie i górskie, a także zadrzewione i zakrzewione łąki. Występują w Rwandzie, Burundi, Kenii, Tanzanii i  północnej Zambii.
- Mountelgonia abercornensis Lehmann, 2013
- Mountelgonia arcifera (Hampson, 1909)
- Mountelgonia lumbuaensis Lehmann, 2013
- Mountelgonia pagana Lehmann, 2013
- Mountelgonia percivali Lehmann, 2013
- Mountelgonia thikaensis Lehmann, 2013
- Mountelgonia urundiensis Lehmann, 2013